# آرا وارتگس دارزی
آرا وارتگس دارزی (ارمنی: Արա Վարդգես Դարզի؛ زادهٔ ۷ مهٔ ۱۹۶۰) پزشک و سیاستمدار ارمنی‌تبار اهل عراق-بریتانیا است. وی در زمینه سلامت جهانی و جراحی لاپاراسکوپی شناخته می‌شود.

## زندگینامه
از والدینی ارمنی در بغداد به دنیا آمد و از کالج سلطنتی جراحان ایرلند فارغ التحصیل شد. وی همچنین برنده همکار انجمن سلطنتی شده است.